# Vretaholms eklandskap
Vretaholms eklandskap är ett naturreservat vid Vretaholms säteri strax norr om Gränna i Gränna socken i Jönköpings kommun i Småland (Jönköpings län).
Reservatet utgör 103 hektar och är beläget på de Östra Vätternbranterna. Eklandskapet innehåller grova ekar i hagmark och ädellövskog och är förhållandevis orört.